# Cambodia Securities Exchange
La Cambodia Securities Exchange (LSX) è la principale borsa valori della Cambogia, situata nella capitale Phnom Penh. A partire dal 2016, la CSX aveva la più piccola capitalizzazione di mercato totale per le sue società quotate di qualsiasi borsa valori al mondo, con una capitalizzazione totale di 103,1 milioni di dollari. A giugno 2021, la capitalizzazione di mercato ha raggiunto i 2,4 miliardi di dollari.

## Storia
Nel novembre 2006, il Ministero dell'economia e delle finanze cambogiano (MEF) e Korea Exchange (KRX) hanno firmato un accordo d'intesa per sviluppare il mercato dei titoli in Cambogia. Il novembre successivo, il Primo ministro cambogiano, Samdech Hun Sen ha ospitato una conferenza internazionale per promuovere il lancio del progetto Cambodia Securities Market.
Nel marzo 2009, il Governo reale della Cambogia e Korea Exchange hanno firmato un "Accordo di joint-venture" per istituire un mercato azionario ("The Cambodia Securities Exchange Co., Ltd"). Il Cambodia Securities Exchange è stato quindi costituito il 23 febbraio 2010. Il MEF detiene il 55% del capitale registrato e KRX il restante 45%.

## Quotazioni
Il 18 aprile 2012, Phnom Penh Water Supply Authority è diventata la prima società nazionale quotata alla Cambodian Securities Exchange. Le sue azioni sono aumentate del 48 percento nel primo giorno di negoziazione dopo che gli investitori hanno cercato più di 10 volte le azioni disponibili. Il secondo titolo quotato attualmente (febbraio 2015) è Grand Twins International, un produttore di abbigliamento taiwanese, il cui primo giorno di negoziazione è stato il 16 giugno 2014. A partire dal 2019, sono quotati 5 titoli, ovvero Phnom Penh Water Supply Authority, Grand Twin International Plc., Phnom Penh Autonomous Port, Phnom Penh Special Economic Zone e Sihanukvile Autonomous Port. CSX ha anche ricevuto 2 quotazioni di obbligazioni societarie da Hatha Kaksekar Limited nel 2018 e LOLC Cambodia Plc nel 2019.